# 黒い天使
黒い天使（くろいてんし　Nero Angelo）は、神曲に登場する地獄の使者であり、神に反逆した熾天使の側についた悪しき天使たち。
マレブランケなどの地獄の獄吏よりも格上の存在とされ、「黒きケルビーニ（智天使）」とも呼ばれる。
その姿は文字通り全身が黒く、背中にある翼で地獄中を自在に飛び回る。また、地獄を出て現世にも派遣される。
彼らの任務は普通の悪魔がする悪の伝播や誘惑でなく、現世において悪人が死んだ時、その魂を地獄の裁判長ミノスの所に連れて行くことである。
神曲の主人公ダンテは、地獄の第8園8嚢で、法王の策略に加担した罪により黒い天使に魂を運ばれた。